# Oblast Varna
Oblast Varna (bugarski Област Варна) nalazi se u istočnoj Bugarskoj. U oblasti živi 	495.702 stanovnika, dok je prosječna gustoća naseljenosti 129 stan./km² Najveći grad i administrativno središte oblasti je grad Varna s 357.752 stanovnika.

## Administrativna podjela
| Oblast Varna sastoji se od 12 općina: - 1. Aksakovo (bg. Аксаково) - 2. Avren (bg. Аврен) - 3. Beloslav (bg. Белослав) - 4. Bjala (bg. Бяла) - 5. Dalgopol (bg. Дългопол) - 6. Devnja (bg. Девня) - 7. Donji Čiflik (bg. Долни Чифлик) - 8. Provadija (bg. Провадия) - 9. Suvorovo (bg. Суворово) - 10. Valči Dol (bg. Вълчи дол) - 11. Varna (bg. Варна) - 12. Vetrino (bg. Ветрино). |

## Vanjske poveznice
- Službena stranica oblasti  Arhivirana inačica izvorne stranice od 6. veljače 2007. (Wayback Machine)